# Зінченко Володимир Іванович
Володимир Іванович Зінченко (нар. 28 травня 1959) — португальський тренер з легкої атлетики українського походження.
Як спортсмен виступав за збірні СРСР та України, спеціалізувався у метанні диска, учасник Олімпійських ігор (1992), багаторазовий чемпіон СРСР та України, рекордсмен України.
На національних змаганнях представляв Запоріжжя.
У 1988 на півфінальних змаганнях Кубку СРСР у Дніпропетровську встановив досі чинний рекорд України з метання диска (68,88).
Двічі був п'ятим на чемпіонатах світу (1987, 1993).
Починаючи з 1996, живе та працює в Португалії. Тренує португальських штовхальників ядра. Один з найуспішніших його підопічних — Цанко Арнаудов (нар. 1992) — бронзовий призер чемпіонату Європи та багаторазовий чемпіон Португалії.
У 2017 отримав громадянство Португалії.
Дружина — Валентина Федюшина — колишня штовхальниця ядра, працює спортивним агентом.

## Основні міжнародні виступи
| Рік  | Змагання         | Місто     | Місце | Примітки |
| ---- | ---------------- | --------- | ----- | -------- |
| 1987 | Чемпіонат світу  | Рим       | ф5    |          |
| 1992 | Чемпіонат СНД    | Москва    | 1     |          |
| 1992 | Олімпійські ігри | Барселона | 2кв13 |          |
| 1993 | Чемпіонат світу  | Штутгарт  | ф5    |          |
| 1995 | Чемпіонат світу  | Гетеборг  | 2кв11 |          |